# Corteva
Corteva, Inc. (também conhecida como Corteva Agriscience) é uma empresa norte-americana de produtos químicos agrícolas e sementes que era a unidade agrícola da DowDuPont antes de ser desmembrada como uma empresa pública independente.
A DowDuPont anunciou o nome Corteva em fevereiro de 2018, alegando que era "derivado de uma combinação de palavras que significam 'coração' e 'natureza'. A Corteva se tornou uma empresa pública em 3 de junho de 2019,  quando a DowDuPont distribuiu ações da Corteva aos seus acionistas.

## História
Os negócios agrícolas da DowDuPont que se tornaram Corteva tiveram receitas de mais de 14 mil milhões de dólares em 2017, o que teria colocado a empresa na Fortune 500 desse ano. Uma parte importante da empresa é a Pioneer Hi-Bred International, que a DuPont comprou em 1999.
Em Fevereiro de 2020, a Corteva, então o maior fabricante norte-americano do pesticida clorpirifós, anunciou que cessaria a produção de clorpirifós até ao final de 2020.
Em agosto de 2022, a Bayer CropScience processou a Corteva alegando que eles violaram obrigações contratuais relacionadas ao desenvolvimento e comercialização da soja E3. A Corteva entrou com uma ação judicial horas depois, alegando que a Bayer violou uma de suas patentes sobre um gene usado no milho Enlist, que codifica uma enzima única de resistência a herbicidas e faz parte do seu Sistema de Controle de Ervas Daninhas Enlist.

## Responsabilidade social
A Corteva trabalhou com o CHD Group, Sewa Bharti e Pradhan para apoiar as missões da COVID-19 em toda a Índia para agricultores.

## Críticas
Em março de 2019, Corteva foi criticada pela Humane Society dos Estados Unidos por testar um novo fungicida na raça de cães Beagle, uma vez que tais testes são necessários pelas autoridades reguladoras. A empresa disse que "se envolverá proativamente com autoridades governamentais para minimizar ou cessar testes em animais, sempre que possível", e uma vez que a indústria receba confirmação de que os testes não são mais necessários, ela cessará os testes imediatamente e fará todos os esforços para realojar os animais, após ter sido relatado que os pesquisadores pretendem sacrificá-los.
Em 2022, a Comissão Federal de Comércio notificou um ato de litígio contra a empresa, contestando certos programas de descontos baseados nos Estados Unidos estendidos aos seus respectivos clientes. Em janeiro de 2024, um juiz federal decidiu que tanto a Syngenta quanto a Corteva deveriam enfrentar o processo expedido pela Comissão.